# DSC Kaiserberg
Der DSC Kaiserberg ist ein deutscher Sportverein aus dem Duisburger Stadtteil Neudorf, der insbesondere durch seine Tischtennisabteilung bekannt ist. Seine Damenmannschaft wurde zwischen 1962 und 1988 achtzehnmal Deutscher Meister. Fünfzehnmal gewann sie die Deutsche Pokalmeisterschaft. Einmal holte sie den Europapokal, zweimal den ETTU-Cup.
DSC ist die Abkürzung für Duisburger SportClub. Neben Tischtennis bietet der DSC Kaiserberg Badminton, Eiskunstlauf und Eisstockschießen als Wettkampfsport an.

## Geschichte
Am 15. Oktober 1947 wurde erstmals der Verein unter dem Namen DTC Kaiserberg (DTC = Duisburger Tennisclub) von Wilfried Wegmann (* 1922; † 1990) gegründet. 1948/49 schloss er sich dem Sportverein Duisburg an. Von diesem trennte er sich 1949 wieder. Zusammen mit dem Verein TuS Wedau und Teilen von Blau-Weiß Duisburg bildete man am 29. November 1949 wieder den Verein DTC Kaiserberg. 1969 nannte sich der Verein um in DSC Kaiserberg. Mitte der 1970er Jahre wurde auch der Name des Sponsors in den Vereinsnamen integriert: DSC Kaiserberg-Butterfly.

## Tischtennis
1952 wurde die Herrenmannschaft Vizemeister der Oberliga. Erfolgreicher war in der Folge die Damenmannschaft, die in den 1950er Jahren in der Oberliga spielte. 1960 kam die Ungarin Agnes Simon. Nach drei Jahren in der geteilten Bundesliga gehörte Kaiserberg 1975 zu den ersten Mannschaften der eingleisigen 1. Bundesliga, aus der sie 1993 abstieg. 1995 kam der nächste Abstieg in die Regionalliga. Als sich die Sponsoren zurückzogen, zog der Verein am Ende der Saison 2000/01 die Damenmannschaft zurück; Agnes Simon wechselte zum SC Bayer 05 Uerdingen. 2007 spielt die Mannschaft in der Verbandsliga, heute spielen die 1. Herren (2016) in der Kreisklasse.
Zu den bekanntesten Spielerinnen gehören Agnes Simon, Rosemarie Seidel und Ursula Hirschmüller.

### Erfolge im Tischtennis
- Deutscher Mannschaftsmeister
  - 1957: Platz 3: Maria Klein, Christel John, Edeltraud Ost, Karin Schäfer, Ilse Egemann, Marlene Wolf[2]
  - 1958: Platz 2 hinter Eintracht Frankfurt:  Hilde Gröber,  Maria Klein, Edeltraud Ost, Karin Schäfer, Ilse Egemann, Christel John
  - 1959: Platz 2 hinter Eintracht Frankfurt:  Hilde Gröber,  Maria Klein, Esther Goldau, Edeltraud Ost, Ilse Egemann, Marlene Wolf
  - 1962: Agnes Simon, Hilde Gröber, Esther Goldau, Gertrud Ostwald, Karin Verhoolen (früher Schäfer), Anneliese Voß, Renate Brauner, Ina Rosenthal
  - 1963: Agnes Simon, Rosemarie Seidel, Hilde Gröber, Esther Goldau, Karin Verhoolen, Renate Brauner
  - 1964: Platz 2 hinter Kieler TTK: Agnes Simon, Rosemarie Seidel, Hilde Gröber, Gertrud Ostwald, Renate Brauner
  - 1965: Agnes Simon, Rosemarie Seidel, Hilde Gröber, Renate Brauner
  - 1966: Agnes Simon, Rosemarie Seidel, Hilde Gröber, Renate Fichthorst-Brauner
  - 1967: Agnes Simon, Rosemarie Seidel, Hilde Gröber, Renate Fichthorst
  - 1968: Agnes Simon, Rosemarie Seidel, Hilde Gröber, Renate Fichthorst
  - 1969: Marta Hejma, Rosemarie Seidel, Hilde Gröber, Renate Fichthorst
  - 1970: Agnes Simon, Rosemarie Seidel, Marta Hejma, Hilde Gröber, Renate Fichthorst, Iris Sudmann
  - 1971: Agnes Simon, Rosemarie Seidel, Marta Hejma, Hilde Gröber, Renate Fichthorst, Iris Sudmann
  - 1972: Agnes Simon, Rosemarie Seidel, Marta Hejma, Hilde Gröber, Renate Fichthorst, Iris Sudmann
  - 1975: Agnes Simon, Ursula Hirschmüller, Brigitte Scharmacher, Renate Hirschmann
  - 1976: Agnes Simon, Ursula Hirschmüller, Brigitte Scharmacher, Renate Hirschmann[3]
  - 1977: Ursula Hirschmüller, Agnes Simon, Brigitte Scharmacher, Monika Stork, Renate Hirschmann
  - 1978: Ursula Hirschmüller, Agnes Simon, Brigitte Scharmacher, Monika Stork
  - 1979: Platz 2 hinter TSV Kronshagen
  - 1981: Yang Ying, Ursula Kamizuru (geb. Hirschmüller), Agnes Simon, Monika Stork, Regina Stevens, Kerstin Hommel
  - 1982: Carole Knight, Margit Freiberg, Ursula Kamizuru, Agnes Simon, Monika Stork, Petra Reinhardt
  - 1983: Platz 2
  - 1984: Ursula Kamizuru, Brigitte Thiriet, Katja Nolten, Agnes Simon, Margit Freiberg, Regina Stevens
  - 1986: Platz 2 hinter FTG Frankfurt
  - 1987: Platz 2 hinter FTG Frankfurt
  - 1988: Katja Nolten, Ildiko Bolvari, Ursula Kamizuru, Agnes Simon, Alexandra Nolte, Regina Stevens, Sandra Nienhaus
- Deutscher Pokalsieger
  - 1964: Agnes Simon, Rosemarie Seidel, Hilde Gröber
  - 1965: Agnes Simon, Rosemarie Seidel, Hilde Gröber
  - 1966: Agnes Simon, Rosemarie Seidel, Hilde Gröber
  - 1967: Agnes Simon, Rosemarie Seidel, Hilde Gröber
  - 1968: Agnes Simon, Hilde Gröber, Christel Lang
  - 1969: Rosemarie Seidel, Marta Hejma, Renate Fichthorst
  - 1971: Marta Hejma, Agnes Simon, Rosemarie Seidel
  - 1972: Agnes Simon, Marta Hejma, Rosemarie Seidel
  - 1974: Platz 2
  - 1975: Platz 2
  - 1976: Ursula Hirschmüller, Agnes Simon, Brigitte Scharmacher
  - 1977: Ursula Hirschmüller, Agnes Simon, Monika Stork
  - 1978: Ursula Hirschmüller, Agnes Simon, Monika Stork
  - 1979: Ursula Hirschmüller, Agnes Simon, Monika Stork
  - 1980: Platz 2
  - 1981: Yang Ying, Agnes Simon, Monika Stork
  - 1982: Ursula Kamizuru, Carole Knight, Margit Freiberg, Agnes Simon
  - 1983: Brigitte Thiriet, Margit Freiberg, Monika Stork
  - 1984: Platz 2
- Europapokal der Landesmeister
  - 1965 Platz 2: Agnes Simon, Rosemarie Seidel, Hilde Gröber
  - 1966 gegen Vörös Meteor Budapest: Agnes Simon, Rosemarie Seidel, Hilde Gröber
- ETTU-Nancy-Evans-Cup
  - 1971 gegen Ferencvaros Budapest: Agnes Simon, Marta Hejma, Iris Sudmann
  - 1981 gegen Industrogradnja Zagreb: Yang Ying, Monika Stork, Agnes Simon

## Eishockey
Nach der Errichtung der Eissporthalle Duisburg 1971 wurde im DSC Kaiserberg eine Eishockeyabteilung gegründet. Sie startete in der Regionalliga Nord, der damals niedrigsten Spielklasse und stieg direkt in die Oberliga, damals zweithöchste Spielklasse, auf. Der DSC etablierte sich in der 1973 gegründeten 2. Bundesliga und stieg 1979 sogar in die Bundesliga auf. Nach dem Abstieg 1981 wurde die Eishockeyabteilung unter dem Namen Duisburger SC Eishockey ausgelagert.